# Quadrigírids
Els quadrigírids (Quadrigyridae) són una família d'acantocèfals de la classe Eoacantocephala, l'única família de l'ordre Gyracanthocephala.

## Taxonomia
La família Quadrigyridae conté deu gèneres i al voltant de 92 espècies en dues subfamílies:
Subfamília Pallisentinae
- Acanthogyrus
- Devendrosentis
- Palliolisentis
- Pallisentis
- Raosentis
- Saccosentis

Subfamília Quadrigyrinae
- Deltacanthus
- Quadrigyrus